# Eat It (film)
Mangiala
Pour plus de détails, voir Fiche technique et Distribution.
Eat It, également connu sous le titre Mangiala, est une comédie de science-fiction italienne réalisée par Francesco Casaretti et sortie en 1969.
Il s'agit d'une comédie satirique avec Paolo Villaggio, qui fait ici ses débuts au cinéma, d'après une histoire de Roberto Leoni intitulée Grottesco Fantacapitalistico a Sintassi Cinematografica. La musique est signée Ennio Morricone et les décors de Giorgio Giovannini sont absolument démesurés. C'est là que le film joue ses meilleures cartes, en s'aventurant dans le design minimaliste et l'architecture automatisée des bureaux ultra-technologiques de l'entreprise qui produit « Eat it! », une nouvelle sorte de viande brune et gélatineuse en conserve.

## Synopsis
« Eat it! » est le nom d'une entreprise qui produit de la viande en conserve du même nom. Un jour, le fermier de l'exploitation bovine appartenant à l'entreprise découvre qu'une sorte d'hominidé sauvage a séduit ses filles et dévoré une énorme quantité de saucisses qu'il avait dans sa cave. Une fois capturé, l'hominidé se révèle capable de séduire les femmes simplement en les regardant et en les mangeant à sa guise.
Sur la suggestion de son comptable, l'industriel propriétaire de l'entreprise décide d'utiliser le sauvage comme sujet d'une campagne publicitaire, le montrant en compagnie de femmes à moitié nues alors qu'il engloutit des kilos et des kilos de viande en boîte. Le succès est au rendez-vous et l'industriel, pour augmenter ses ventes, charge ses chimistes d'inventer une substance capable d'augmenter l'appétit de « l'homme des cavernes ». Les techniciens le soumettent à une expérience qui lui ôte tout appétit sexuel.
Craignant l'effondrement des profits, et profitant de sa vague ressemblance avec le sauvage, l'industriel décide de se sacrifier, se substituant à lui mais, à force de manger de la viande en boîte, il se transforme en vache.

## Fiche technique
- Titre original italien : Eat It ou Mangiala[2],[3]
- Réalisation : Francesco Casaretti
- Scenario : Franco Bucceri, Francesco Casaretti, d'après le roman de Roberto Leoni
- Photographie :	Danilo Desideri, Luigi Kuveiller, Giuseppe Ruzzolini
- Montage : Sergio Montanari
- Musique : Ennio Morricone (supervisé par Bruno Nicolai)
- Décors : Giorgio Giovannini (it)
- Société de production : Cemo Film
- Pays de production :  Italie
- Langue originale : italien
- Format : couleurs par Eastmancolor
- Durée : 84 minutes
- Genre : comédie de science-fiction
- Dates de sortie :
  - Italie : 19 mars 1969 (Milan)

## Distribution
- Frank Wolff : commandant
- Paolo Villaggio : Renards
- Giampiero Albertini : fermier
- Silvia Dionisio : première fille du fermier
- Monica Herfert : deuxième fille de l'agriculteur
- Rossella Bergamonti : épouse de Volpi
- Massimo Zaccariello : Cambiale
- Giancarlo Badessi : Pacetti
- Ezio Marano : Boroni
- Alicia Brandet : Danseuse
- Antonietta Fiorito :
- Bruno Cattaneo :
- Orso Maria Guerrini : l'industriel
- Malisa Longo : présentatrice

## Accueil critique
Fantafilm écrit que le film « compte parmi les premières paraboles sociopolitiques italiennes du cinéma du mouvement de protestation de la fin des années 1960. Le développement dans une tonalité surréaliste devrait souligner le message provocateur, mais la critique contre la société de consommation, contre la marchandisation de l'individu, contre les médias de masse et contre le Pouvoir tout court, est diluée dans une fable faussement cérébrale et très prétentieuse, peu militante dans sa structure sociologico-science-fictionesque, réalisée et interprétée avec beaucoup d'approximation ».
Selon Il Mereghetti, il s'agit d'une « tentative irréaliste de satire [qui] se noie dans la confusion la plus totale ».